# جون إم. بينيت
جون إم. بينيت (بالإنجليزية: John M. Bennett)‏ هو شاعر أمريكي، ولد في 1942.